# 안드레아 도티
안드레아 파울로 마리오 도티(이탈리아어: Andrea Paolo Mario Dotti, 1938년 3월 18일 ~ 2007년 9월 30일)는 이탈리아의 정신과 의사이다. 영국의 배우이자 자선가인 오드리 헵번의 두 번째 남편이다. 그는 나폴리에서 태어났다.

## 결혼 생활
도티는 1968년 6월 이탈리아의 사교계 인사가 소유한 요트를 타고 헵번을 만나 그리스 폐허를 찾는 여행에서 그녀와 사랑에 빠졌다. 그는 1969년 1월 18일에 헵번과 결혼했다. 헵번은 당시 도티의 아이를 낳을 것으로 기대했으며, 결과적으로 "이탈리아의 가정주부"가 되기 위해 배우 생활을 끝낼 것이라고 말했다. 도티에게는 1970년 2월 8일에 태어난 루카 도티라는 아이가 하나 있었다.
도티와 헵번은 13년간 결혼생활을 유지했다. 그러나 그 많은 결혼생활은 도티가 젊은 여성들과 자주 왕래하는 일로 특징지어졌다. 헵번은 그들의 아들이 이혼에 대처할 만큼 충분히 성숙했다고 결정할 때까지 도티와 함께 지냈다. 그들의 이혼에도 불구하고, 헵번은 아이들을 위해 평생 동안 도티와 접촉했다.
도티는 2007년 9월 30일 로마에서 대장암으로 사망했다.